# Стшелецкий повет
Стшелецкий повет (пол. Powiat strzelecki) — повет (район) в Польше, входит как административная единица в Опольское воеводство. Центр повета — город Стшельце-Опольске. Занимает площадь 744,28 км². Население — 75 440 человек (на 31 декабря 2015 года).

## Административное деление
- города: Колёновске, Лесница, Стшельце-Опольске, Уязд, Завадзке
- городско-сельские гмины: Гмина Колёновске, Гмина Лесница, Гмина Стшельце-Опольске, Гмина Уязд, Гмина Завадзке
- сельские гмины: Гмина Избицко, Гмина Емельница

## Демография
Население повета дано на 31 декабря 2015 года.
| Перепись            | Всего  | Мужчины | Женщины |
| ------------------- | ------ | ------- | ------- |
| Всего               | 75 440 | 36 749  | 38 691  |
| Городское население | 33 409 | 16 232  | 17 177  |
| Сельское население  | 42 031 | 20 517  | 21 514  |